# Pont d'Olesa
El pont d'Olesa és un pont de la carretera C-1414, que uneix els municipis d'Esparreguera i Olesa de Montserrat, salvant el riu Llobregat.

## Història
Es va inaugurar el dia de la Festa Major d'Olesa, el 27 de juny de 1915, i hi assistiren autoritats i representants de totes les entitats civils i religioses d'ambdues viles. La seva construcció posà fi a segles d'aïllament viari per les dues viles (sobretot per Olesa) cap al Vallès. Aquest pont té un rellevant significat històric per ambdues viles, ja que fins que es construí, l'única manera de travessar el Llobregat d'una riba a l'altra havia estat la de passar en barca.
Es va reconstruir l'any 1941, després que es malmetés a la guerra civil.
L'any 2000 uns aiguats el destruïren, essent substituït per un de nou l'any següent, inaugurat l'1 de juliol del 2001.
El 1781 hi va haver un intent de construcció d'un pont, 200 metres més amunt de l'actual, que es va iniciar, però es van aturar les obres per problemes de finançament i per les pressions del propietari de la barca. Encara és visible la base de les pilastres d'aquest primer projecte.

## Descripció
Té una longitud de 100 metres i una amplada inicial de 6,7 metres, que el 2001 s'amplià a 11 metres, amb capacitat per al trànsit de vianants i ciclistes. Està sostingut per una forta armadura metàl·lica fonamentada mitjançant sòlids pilars, que van ser reforçats el 2001.